# TomSka
TomSka (známý také jako DarkSquide) vlastním jménem Thomas James Ridgewell (* 27. června 1990 Essex) je anglický komik a YouTuber, nejvíce známý z internetu jako zakladatel video série asdfmovie a spoluzakladatel série Eddsworld.

## Youtube kariéra
V roce 2008 vydal první díl ze série asdfmovie, animovaný komediální seriál ve kterém byly velmi krátké klipy minimálně detailní postavy v surrealistických a občas temně humorných situací. V této sérii je patnáct epizod, poslední byla na internet nahrána 25. června 2024.
V roce 2012 se ujal produkce Eddsworld, protože původní tvůrce seriálu a jeho přítel Edd Gould zemřel na leukémii.